# 奇平卡姆登
奇平卡姆登（Chipping Campden）是英格蘭格洛斯特郡的一座小鎮，位於科茨沃爾德區。奇平卡姆登以其高雅的市區而組成，奇歷史開始自14至17世紀。在中世紀，奇平卡姆登是一個羊毛貿易的中心。